# دایم کامیونیتی بنک
دایم کامیونیتی بنک (انگلیسی: Dime Community Bank) شرکت خدمات مالی و بانکداری آمریکایی است، که در سال ۱۸۶۴ تأسیس شد.